# Энрико Масиас
Энрико Масиас (фр. Enrico Macias, настоящее имя — Гастон Гренассия, фр. Gaston Ghrenassia; р. 1938, Алжир) — французский шансонье и актёр еврейского происхождения.

## Биография

### Алжирский период
Гастон родился в алжирском городе Константина в еврейской семье. Его отец, Сильван Гренассия (фр. Sylvain Ghrenassia) был скрипачом в знаменитом оркестре Шейка Раймонда (англ.), репертуар которого основывался на арабско-андалузской музыке (маалуф (англ.)). От природы одаренный, Гастон уже в 15 лет был принят в оркестр Раймонда. Позднее он женился на дочери руководителя оркестра Сузи. Перед Гастоном Гренассия открывалась перспектива стать преемником Шейка Раймонда в роли руководителя оркестра. Музыкальная деятельность представлялась не вполне надежной, и свою дальнейшую жизнь Гастон связывал с учительской карьерой. Работая школьным учителем, продолжал подрабатывать игрой на гитаре.
В начале 1960-х годов положение французских граждан в Алжире стало невыносимым и опасным (Война за независимость Алжира) . 22 июня 1961 года бойцами Фронта национального освобождения был убит Шейк Раймонд. 29 июля 1961 года, за 11 месяцев до окончания войны за независимость Гастон с женой бежит в континентальную Францию. С тех пор он в Алжире — персона нон грата.

### Французский период
Во Франции Гастон Гренассия решил заняться музыкой. Сначала попытался приспособить к французским вкусам номера «Маалуф» и еврейско-арабские песни. Это не принесло успеха. Позже он подготовил новый, уже французский, репертуар, с которым начал выступать в кафе и кабаре.
Его артистическим именем стало Энрико Масиас. (Маленьким) Энрико его называли ещё в оркестре Шейка Раймонда. Фамилия Масиас появилась в результате ошибки — когда его спросили по телефону о его фамилии, он сказал: «Нассиа (Ghrenassia)», но в приемной расслышали и записали как Масиас.
Первые записи Масиас сделал в 1962 году, тогда же впервые появился на телевидении в передаче, посвященной истории алжирских репатриантов. Песня Adieu mon pays («Прощай, моя страна»), написанная им в море на пути во Францию и посвященная родной стране, принесла ему известность как среди репатриантов из Алжира, так и среди французов. Эта песня была среди четырёх его песен, первыми записанных на грампластинку (другие — Oh guitare, guitare / «О гитара!», Ma maison, ma maison / «Мой дом» и Par ton premier baiser / «Первый поцелуй»). Уже в 1963 году последовало первое турне за пределами Франции с Паолой и Билли Бридж. В этом же году родилась его дочь Jocya.
Весной 1964 года Энрико, выступал в первой части шоу «Compagnons de la Chanson» в парижской «Олимпии», а затем провел успешное турне по Ближнему Востоку, выступив с большим успехом в Ливане, Греции и Турции, где он до сих пор имеет огромное количество поклонников. В Турции многие его песни были переведены на турецкий язык.
В 1966 году Масиас с успехом посетил Японию.
В этом же году Масиаса приветствовали 120 тысяч зрителей на стадионе Динамо в Москве. За этим последовало его турне по Советскому Союзу, в ходе которого Массиас выступил более чем в 40 городах. В СССР Массиас снискал большую популярность, на мелодии его песен писались русские тексты, и эти песни включали в свои репертуары Муслим Магомаев, Эдита Пьеха, Батыр Закиров. Но несмотря на огромную популярность, год спустя, после арабо-израильского конфликта 1967 года, имя певца в СССР негласно было поставлено практически под запрет.
В 1967 году Масиас пел для израильских солдат во время Шестидневной войны. Именно этого и вообще позиции поддержки Израиля тогда ему не простили в СССР, и до сих пор не могут простить в арабских странах, за исключением Египта в 1978. Во время той войны он также пел в Израиле. Бывший его израильский продюсер рассказывал, как раненый израильский танкист вышел из недельной комы после того, как Масиас спел в его палате по просьбе его матери.
В 1968 году Масиас с аншлагом дебютировал в Карнеги Холл, после чего продолжил турне по США — Чикаго, Даллас, Лос-Анджелес — и Канаде.
В 1976 году был удостоен «Золотого диска» за песню «Mélissa».
Он также записал песни на испанском и итальянском языках, которые были популярны в этих странах. В 1966 году он продал более 2 миллионов своих записей.
Энрико Масиас продолжает выступать в самых престижных залах Европы и США, гастролирует в Японии, Канаде, Италии и Испании, Израиле, Турции…
В 1978 году президент Египта Анвар Садат пригласил Масиаса выступить в Египте. Это произошло после многолетнего запрета Масиасу вообще посещать арабские страны, несмотря на популярность его песен на Ближнем Востоке и в Северной Африке. В Египте он пел перед 20000 зрителей у подножия одной из пирамид. После убийства Садата в 1981 году, он написал песню, посвященную покойному президенту.
В 1992 году Масиас попробовал себя в качестве театрального актера в пьесе «Quelle Nuit». Он также исполнил роль местного судьи во французском телевизионном фильме «Monsieur Molina».
До сих пор остается популярным во Франции переводчиком арабо-андалузской музыки и еврейско-арабских песен.
В 2011 году снялся в фильме «Добро пожаловать на борт / Bienvenue à bord» в роли самого себя.

## Общественное признание
- 1965 : премия Vincent Scotto
- 1980 : назван «Певцом мира» Генеральным секретарем ООН Куртом Вальдхаймом. В том же году Масиас пожертвовал ЮНИСЕФ доходы от продаж его песни «Malheur à celui qui blesse un enfant»
- 1997 : Кофи Аннан назначил Масиаса специальным послом по вопросам мира и защиты детей.

## Масиас и Алжир
После отмены предполагаемого турне в Алжир в 2000 году, Масиас написал книгу «Мой Алжир», напечатанную в 2001. Он назвал её «настоящей историей любви между одним мужчиной и его родиной».
В 2007, после победы на президентских выборах Николя Саркози, поддержанного Масиасом, он вновь пытался посетить Алжир во время визита туда Саркози, но столкнулся с жестким сопротивлением со стороны ряда организаций Алжира и физических лиц, в том числе премьер-министра Алжира А.Бельхадема (англ.) из-за своей поддержки Израиля. Масиасу так и не было позволено посетить Алжир, который он был вынужден покинуть в 1961.

## Дискография
К 2008 Масиас написал 800 песен на многих языках, включая французский, итальянский, испанский, иврит,
армянский, арабский и многие его диалекты (в основном алжирский), турецкий, греческий, выпустил более десяти альбомов. «Число проданных дисков и пластинок Масиаса в мире перевалило за 60 миллионов».

### Альбомы
- 1983: Deux ailes et trois plumes
- 1984: Générosité
- 1987: Enrico
- 1989: Le vent du sud
- 1991: Enrico
- 1992: Mon chanteur préferé
- 1993: Suzy
- 1994: La France de mon enfance
- 1995: Et Johnny Chante L’amour
- 1999: Aie Aie Aie Je T’Aime
- 1999: Hommage à Cheikh Raymond
- 2003: Oranges amères (сделан его сыном, Jean-Claude Ghrenassia, «на счету» которого такая популярная песня как «Enfant de Tous Pays»)
- 2005: Chanter
- 2006: La Vie populaire
- 2011: Voyage d’une mélodie
- 2012: Venez tous mes amis!
- 2016: Les clefs
- 2019: Enrico Macias & Al orchestra

### Концерты
- 1989: Olympia 89
- 1990: Disque d’Or
- 1992: Le plus grand bonheur du monde
- 1996: La Fête à L’Olympia
- 2003: Les Indispensables de Enrico Macias
- 2003: Concerts Musicorama
- 2006: Olympia 2003
- 2006: Les Concerts Exclusifs Europe

### Песни (синглы)
(в алфавитном порядке)
| - Adieu mon pays (1962) - Ami, dis lui (1965) - L’ami fidèle (1965) - L’amour c’est pour rien (1964) - Au cœur de la Camargue (1963) - Aux talons de ses souliers - L’amour n’est jamais fini - A Suzy - Au nom des droits de l’homme - Ami dis-lui - Après moi - Avec les pins du bord de l’eau - Aux quatre coins du monde - Aime-moi je t’aime - Aie aie aie - A ceux qui m’ont béni - Un berger vient de tomber - Bresil - Beyrouth - Chanter (1966) - Chiquita (1962) - Constantine (1962) - Come on bye bye - C’est ça l’amour - C’est une femme - Chanson pour l’auvergnat - C’est vrai - C'était le bon temps - Chanter - Compagnon disparu - Constantina - Deux ailes et trois plumes - Deux femmes a Dublin - Enfants de tous pays (1962) - Est-il un ennemi (1965) - Enfant de mon enfant - Entre l’orient et l’occident - El Porompompero - La femme de mon ami (1962) - Les filles de mon pays (1965) - La France de mon enfance - Les gens du nord (1967) - J’ai peur (1967) - J’appelle le soleil (1966) - J’en ai plein mon cœur des souvenirs (1966) - Je t’aimerai pour deux (1966) - J’ai quitté mon pays - Jamais Deux Sans Toi - Je Vois Sur Ton Visage - La lavande (1967) - Luther King - Le violon de mon père - Le fusil rouillé | - Ma maison, ma maison (1962) - Ma patrie (1964) - Ma raison de vivre (1964) - Malheur à celui qui blesse un enfant (Enrico Macias et Jacques Demarny) (1975) - Maya (1964) - Le mendiant de l’amour (1981) - Mon ami mon frère (1963) - Mon cœur d’attache (1966) - Mon chanteur préféré (1986) - Les millionnaires du dimanche - Mélisa - Ne doute plus de moi (1964) - Non je n’ai pas oublié (1966) - Notre place au soleil (1965) - Noël à Jérusalem (1967) - N’oublie jamais d’ou tu viens - Oh guitare, guitare (1962) - L’Oriental (1962) - Où est donc la vérité (1966) - Ouvre ta main et donne (1963) - Omparere (1975) - Ouvre-moi la porte (1980) - Orange améres (2001) - Par ton premier baiser (1962) - Paris s’allume (1969) - Paris tu m’as pris dans tes bras (1964) - La part du pauvre (1966) - Les pins du bord de l’eau (1964) - El porompero (1963) - Pour ton mariage (chantée avec sa fille) - POÏ POÏ (1963) - Quand les femmes dansent (2001) - Quand les hommes vivront d’amour (at Olympia in 1989 with Les Petits Chanteurs d’Asnières - Qum Tara avec (Cheb Mami) - Sans voir le jour (1965) - S’il fallait tout donner (1964) - Sois fidèle à ton amour (1974) with Ilanit - Solenzara (1967) - Souviens-toi des noëls de là bas (1963) - Sous le ciel de Paris (2005) - Un amour, une amie (1990) with Ginni Gallan - Un soir d'été (1963) - Vagabonds sans rivage (1962) - Va-t’en (1962) - La vie populaire (2005) - Vieille terre (1965) - Vous les femmes (1965) - Le Voyage (2001) - Le vent du sud (1989) - Les yeux de l’amour (1967) |